# Klaus Rehkämper
Klaus Rehkämper (* 1. August 1957; † 22. November 2015 in Berlin) war ein deutscher Philosoph und Hochschullehrer. 

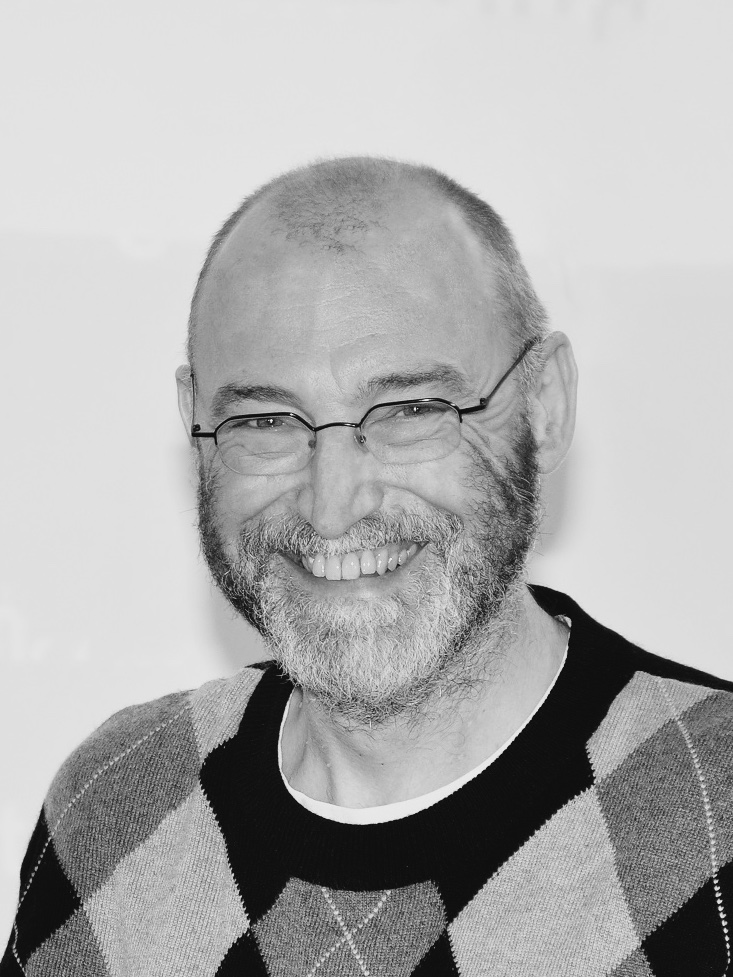
Klaus Rehkämper 2011

## Leben
Klaus Rehkämper studierte Philosophie, Geschichte, Erziehungswissenschaften und Mathematik an der Universität Düsseldorf. 1991 promovierte er an der Universität Hamburg in Philosophie. Von 1991 bis 1992 hatte er dort ein Stipendium als Postdoktorand am Graduiertenkolleg Kognitionswissenschaft und war anschließend als wissenschaftlicher Assistent am Institut für Philosophie der Universität Oldenburg tätig, wo er sich 2000 habilitierte. Von 2001 bis 2002 war Rehkämper Gastprofessor am Humboldt-Studienzentrum für Philosophie und Geisteswissenschaften der Universität Ulm und seit 2003 außerplanmäßiger Professor in Oldenburg. Zuletzt hatte er die Leitung eines Referats beim Amt für Statistik Berlin-Brandenburg übernommen. Am 22. November 2015 starb Klaus Rehkämper nach langer schwerer Krankheit in der Berliner Charité.

## Schwerpunkte
Klaus Rehkämpers Forschungsschwerpunkte lagen in der Analytischen Sprachphilosophie, der Kognitionswissenschaft, der Philosophie der Wahrnehmung und bildhafter Repräsentationen sowie der Interaktion von Bildern und Sprache.

## Publikationen (Auswahl)

### Monografien
- Holger Leerhoff, Martin Brunner, Klaus Rehkämper, Holger Gärtner, Ulrike Rockmann und Wolfgang Wendt: Bildung in Berlin und Brandenburg 2013. Ein indikatorengestützter Bericht zur Bildung im Lebenslauf. Amt für Statistik Berlin-Brandenburg, Berlin 2013, ISBN 978-3-00-005325-2 (276 S.).
- Holger Leerhoff, Klaus Rehkämper und Thomas Wachtendorf: Einführung in die Analytische Philosophie. Wissenschaftliche Buchgesellschaft, Darmstadt 2009, ISBN 978-3-534-20928-6 (144 S.).
- Klaus Rehkämper: Bilder, Ähnlichkeit und Perspektive. Auf dem Weg zu einer neuen Theorie der bildhaften Repräsentation (= Bildwissenschaft. Nr. 9). Deutscher Universitätsverlag, Wiesbaden 2003, ISBN 978-3-8244-4502-8 (180 S.).

### Herausgaben
- Klaus Sachs-Hombach und Klaus Rehkämper (Hrsg.): Vom Realismus der Bilder. Interdisziplinäre Forschungen zur Syntax bildlicher Darstellungsformen. Herbert von Halem, Köln 2000, ISBN 978-3-931606-79-4 (269 S.).
- Klaus Sachs-Hombach und Klaus Rehkämper (Hrsg.): Bildgrammatik. Interdisziplinäre Forschungen zur Syntax bildlicher Darstellungsformen. Scriptum, Magdeburg 1999, ISBN 978-3-933046-24-6 (343 S.).